# Gura Bădicului
Gura Bădicului – wieś w Rumunii, w okręgu Buzău, w gminie Mânzălești. W 2011 roku liczyła 150 mieszkańców.